# Zebra-da-planície
A zebra-da-planície (Equus quagga) também conhecida como zebra-comum ou zebra-das-planícies é uma espécie de equídeo existente na savana africana. É a espécie de zebra com maior distribuição geográfica. Ocorre da Etiópia passando pelo leste da África até o sul chegando a África do Sul e Angola. É comum por toda sua área de ocorrência, apesar de estar ameaçada pela competição com o gado, perda de habitat e caça.
É um animal social que vive em grupos (haréns), compostos por várias fêmeas e suas crias, liderados por um macho dominante. Existem também grupos de machos "solitários", que são muito velhos ou muito jovens para competir com outros machos, além daqueles que ainda não tem um harém ou foram derrotados.
São animais parecidos com os cavalos ao contrário da zebra-de-grevy que se assemelha ao asno. Suas listras marcantes podem ter várias funções: desde afastar moscas até camuflagem.
Se alimenta principalmente pastando, mas pode ocasionalmente comer galhos e folhas e precisa beber água diariamente. Geralmente vivem em pastagens sem árvores e bosques de savana, mas pode ser encontrada em uma variedade de habitats, tanto tropical e temperado. No entanto, elas estão geralmente ausentes em desertos, florestas densas e pântanos permanentes.
É uma presa importante para os predadores, como o leão. Entretanto, ela pode se defender com mordidas e pode até matar um leão ao quebrar a mandíbula com seu forte coice.

## Taxonomia
Há uma disputa entre os biólogos sobre a forma de classificar corretamente as várias espécies de zebra. Pensa-se que a zebra-da-planície e a zebra-da-montanha pertencem ao subgênero Hippotigris e que a zebra-de-grevy é a única espécie de subgênero Dolichohippus. Isso é devido a zebra-de-grevy se assemelhar a um asno (subgênero Asinus), enquanto a zebra-da-planície e a zebra-da-montanha são mais como o cavalo. Todos os três animais pertencem ao gênero Equus, juntamente com outros equídeos vivos. No entanto, a evidência filogenética recente sugere que a zebra-da-montanha e zebra-de-grevy a serem classificada com jumentos e burros em uma linhagem separada da zebras-das-planícies. Em áreas onde a zebra-da-planície são simpátricas com zebra-de-grevy, não é raro encontrá-las no mesmo rebanho e híbridos férteis ocorrem.

### Subespécies

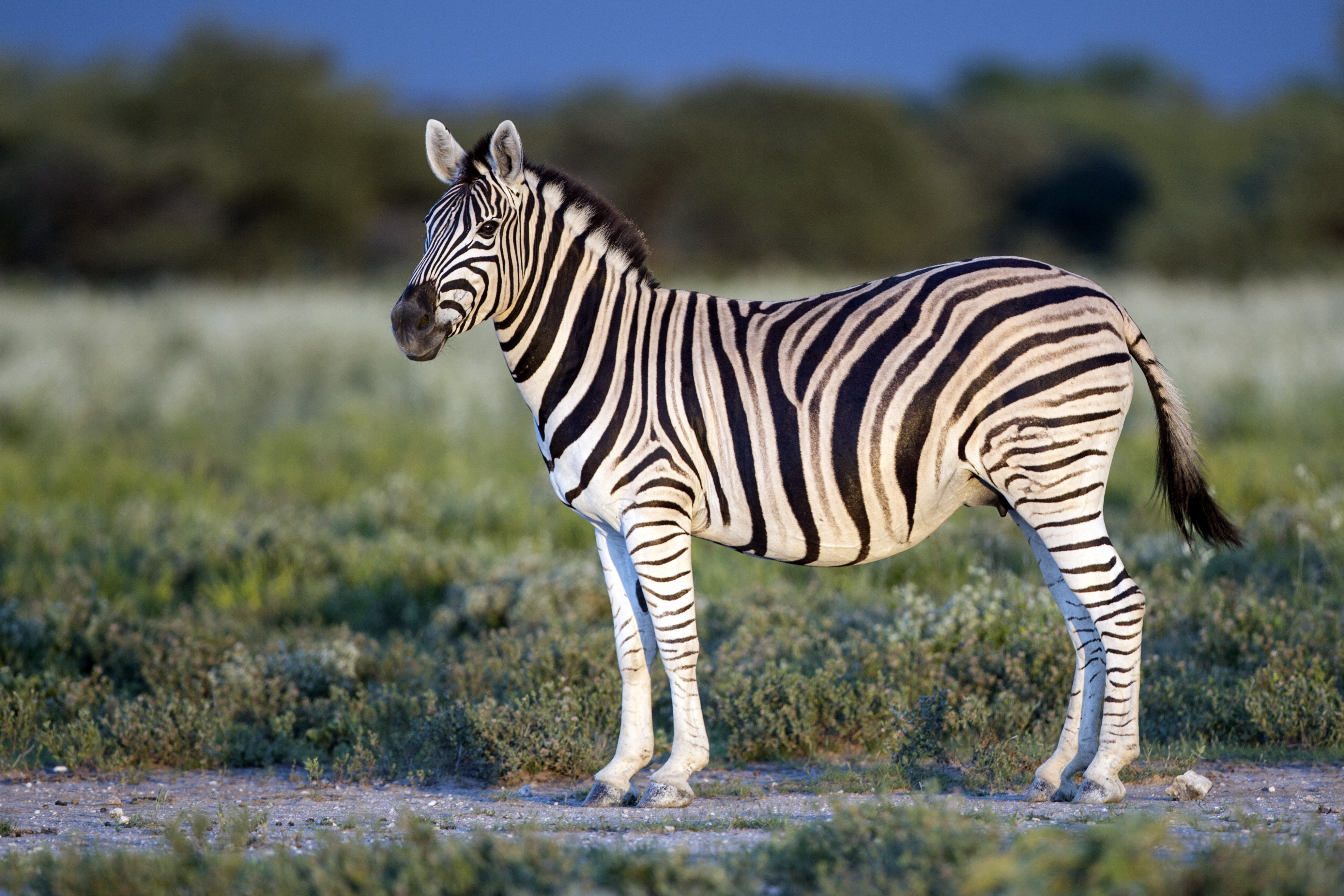
Zebra-de-burchell (Equus quagga burchelli). Parque Nacional Etosha, Namíbia.

Um estudo de 2004, reorganizou as subespécies de zebras. Seis subespécies são agora reconhecidas.
- Quagga, † Equus quagga quagga - Boddaert, 1785
- Zebra-de-burchell, Equus quagga burchellii - Gray, 1824
- Zebra-de-grant, Equus quagga boehmi - Matschie, 1892
- Equus quagga borensis - Lönnberg, 1921
- Zebra-de-chapman, Equus quagga chapmani - Layard, 1865
- Zebra-de-crawshaw, Equus quagga crawshayi - De Winton, 1896

Às vezes, outra subespécie é distinguida no leste do Zimbábue e oeste de Moçambique: 
- Zebra-de-selous, Equus quagga selousi - Pocock 1897

#### A controvérsia do quagga

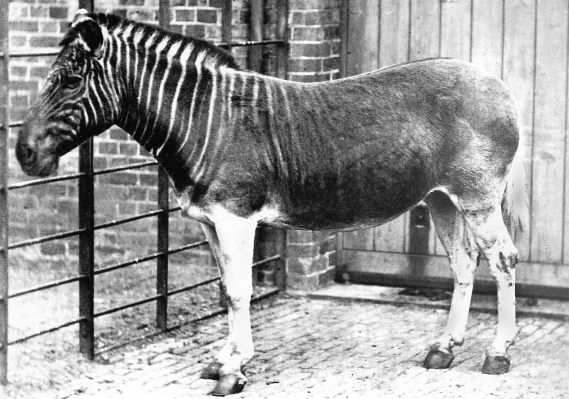
Exemplar de quagga no Zoológico de Londres, 1870.

O quagga foi originalmente classificado como uma espécie separada, Equus quagga, em 1778. Foi o primeiro animal extinto a ter o seu DNA analisado, e este estudo de 1984 lançou o campo da análise de DNA ancestral. Ele confirmou que o quagga era mais intimamente relacionado com zebras do que cavalos, com o quagga e zebra-da-montanha (Equus zebra) compartilhando um antepassado há 3 a 4 milhões de anos. Um estudo imunológico publicado no ano seguinte descobriu o quagga como mais próximo da zebra-da-planície. Um estudo de 1987 sugeriu que o mtDNA do quagga divergiu em uma faixa de cerca de 2% por milhão de anos, semelhantes às outras espécies de mamíferos, e novamente confirmou a estreita relação com o zebra-das-planícies.
Estudos morfológicos mais tarde vieram a conflitantes conclusões. Uma análise de medições cranianas de 1999 descobriu que o quagga era tão diferente da zebra-das-planícies como o último é da zebra-da-montanha. Um estudo de peles e de crânios de 2004, em vez disso sugeriu que o quagga não era uma espécie distinta, mas uma subespécie da zebra-da-planície. Apesar desses achados, muitos autores, posteriormente, mantiveram a zebra-das-planícies e o quagga como espécies separadas.
Um estudo genético publicado em 2005 confirmou o estado de subespécie do quagga. Ele mostrou que o quagga tinha pouca diversidade genética, e que divergiu das outras subespécies de zebra-da-planície apenas há entre 120 mil e 290 mil anos, durante o Pleistoceno, e possivelmente a penúltima máxima glacial. O seu padrão de pelagem diferente talvez evoluiu rapidamente por causa do isolamento geográfico e/ou adaptação a um ambiente mais seco. Além disso, as subespécies de zebra-das-planícies tendem a ter menos listras quanto mais ao sul que vivem, e o quagga era a que vivia mais ao sul de todas. Outras grandes ungulados africanos divergiram em espécies e subespécies separadas durante este período, bem como, provavelmente por causa da mesma mudança climática.

## Distribuição
A faixa de distribuição para no Saara, do Sudão do Sul e sul da Etiópia estendendo para o sul ao longo da África oriental, até à Zâmbia, Moçambique e Malawi, antes de se espalhar para a maioria dos países do sul da África. São regionalmente extintas em Burundi e no Lesoto, e podem ter vivido na Argélia na era neolítica. É simpátrica com a zebra-de-grevy no Quênia e com a zebra-da-montanha na Namíbia e Angola.
Geralmente vivem em pastagens sem árvores e bosques de savana, mas pode ser encontrada em uma variedade de habitats, tanto tropical e temperado. No entanto, elas estão geralmente ausentes em desertos, florestas densas e pântanos permanentes. Zebras também vivem em altitudes desde o nível do mar até 4 300 m no Monte Quênia. Elas dependem de chuvas para comida e água, e partem em grandes migrações para acompanhar as chuvas. As zebras migram até 1 100 km por alimento. Outros herbívoros também migram.

## Características físicas
Medem 217-246 cm de comprimento, com comprimento da cauda de 47 a 56 cm. No ombro, a sua altura é de 110-145 cm. Os machos são ligeiramente maiores do que as fêmeas e, geralmente, também têm pescoços mais espessos. Este dimorfismo sexual não é profundo, no entanto.

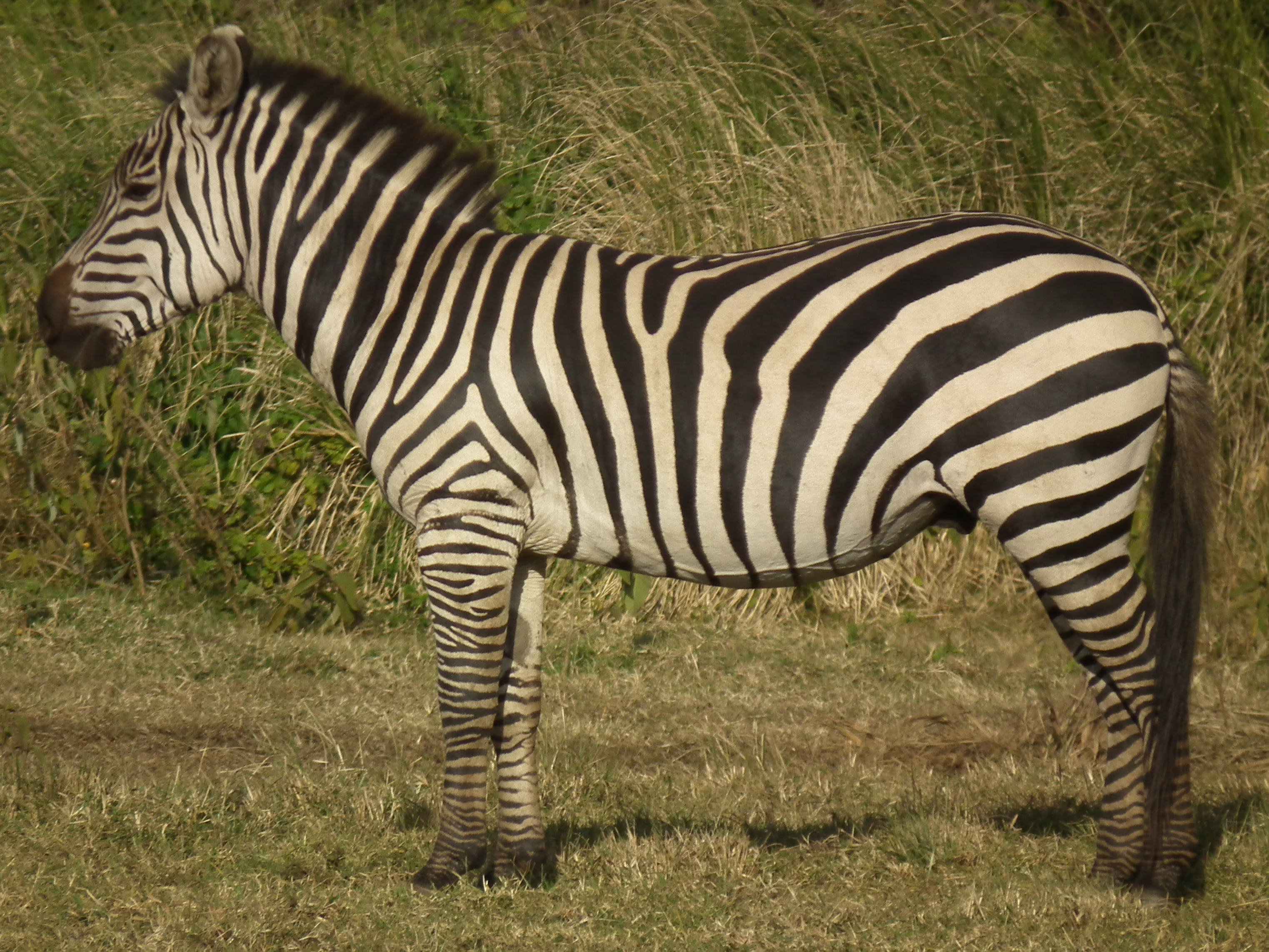
As listras são uma característica marcante das zebras.

Potros recém-nascidos tendem a ter pele felpuda com listras acastanhadas e marrom-amareladas em vez de preto e branco. Uma teoria para essa diferença de adultos sugere que zebras reconhecem mais facilmente indivíduos "empoeirados" como zebras. Em vez de recém-nascidos puramente branco e preto, eles são acastanhados já que eles são mais facilmente identificados como uma zebra. A caudas difere de outros equídeos, porque são curtas e terminam com um tufo de cabelos negros.
Com suas listras preto e branco distintas, são facilmente reconhecidas. Cada zebra possui um padrão diferente. Os padrões de suas listras diferem de outras espécies de zebras. Suas listras são especialmente grande se tornando mais amplas e horizontais em direção aos flancos e traseira do corpo. As listras do pescoço aos membros anteriores são verticais. Estas listras do pescoço continuam na juba que é curta e se estende verticalmente. Na maioria das populações, as listras estendem para a barriga, onde se encontram. Listras nos membros são mais estreitas e horizontais e tipicamente continuam até chegar aos cascos. Listras faciais são ordenadas horizontalmente e verticalmente criando belos padrões. Nem todas as listras são distintamente pretas e brancas. Algumas faixas podem aparentar um marrom fraco ou pode deixar uma faixa "sombra" marrom na região branca. Quanto mais ao sul, maiores são os indivíduos e menor a quantidade de listras. As listras da perna vão ficando mais finas e começam a desaparecer, começando distalmente e eventualmente levando a redução e desaparecimento no traseiro, barriga e áreas dos ombros. Eles também têm jubas mais longas e tendem a ter listras que são mais marrom-amareladas e marrom.

## Ecologia

### Organização social
A zebra-das-planícies tem um sistema social complexo, com a principal unidade social que consiste de um "harém", que conta com um único macho, de um a seis fêmeas, que são tipicamente independentes, e um número de filhotes. O macho dominante tem acesso exclusivo de reprodução com as fêmeas, mas deve lutar contra os machos solteiros desafiantes. As lutas são ferozes, e envolvem mordidas bem como batidas poderosas com as patas da frente e coices com os pés traseiros. Se o desafiante prova vitorioso, o macho é conduzido para longe do harém, e, geralmente, vai participar de um grupo de machos solteiros que ainda não tiveram um confronto bem-sucedido, são velhos demais para competir, ou também foram expulsos.

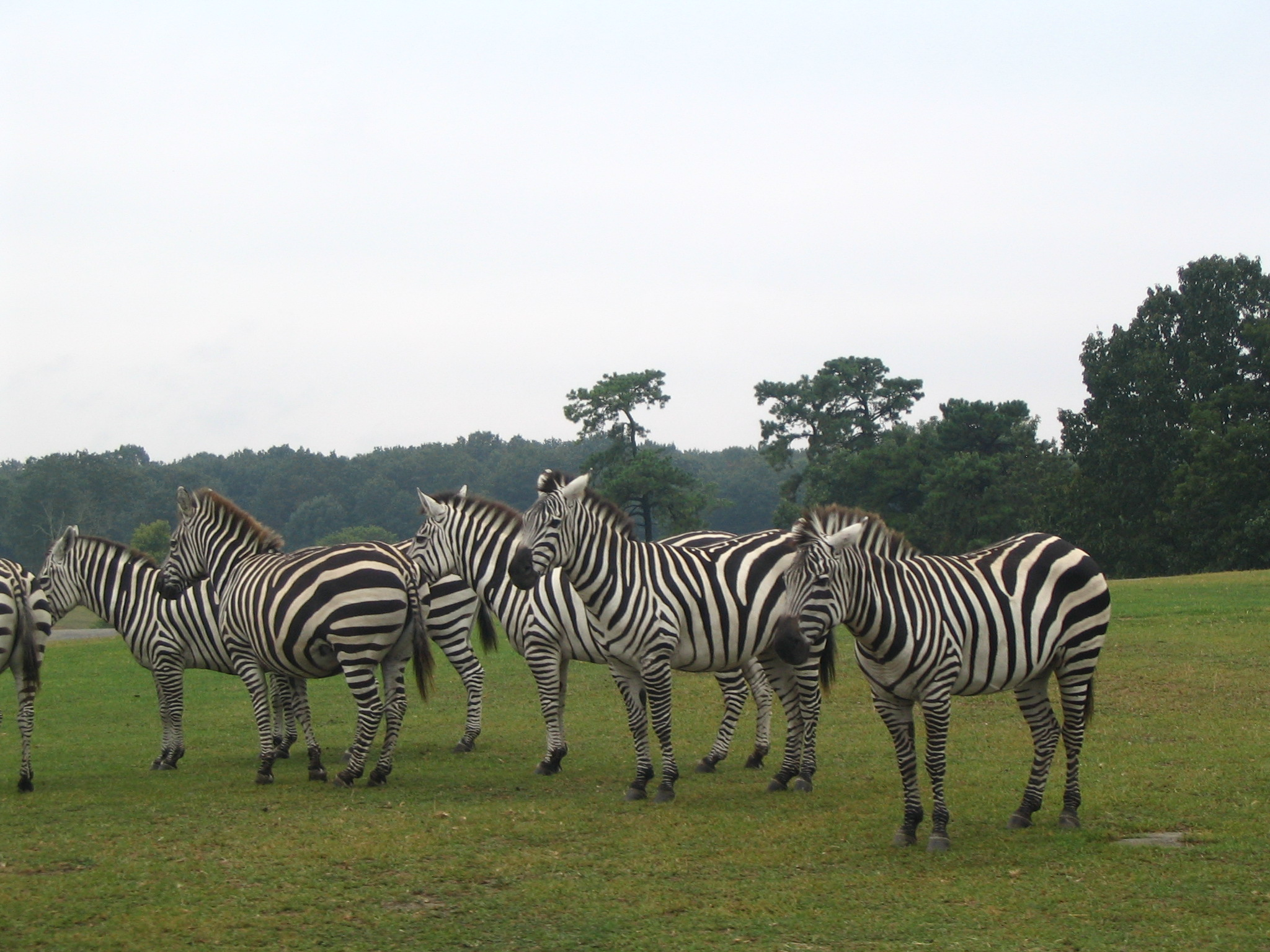
Harém de zebras em um zoológico do Reino Unido.

Esses grupos formados só por machos possuem entre 2 até 16 garanhões, mas geralmente é formado só por 3 a 6 zebras em uma organização consideravelmente estável. Liderados geralmente por um membro jovem, passam a maior parte do tempo treinando em lutas de brincadeira e em rituais de desafio e cumprimento. Machos prontos para comandar um harém podem deixar seus parceiros e partir em busca de fêmeas receptivas.
A hierarquia de dominância está presente em haréns e emprega uma ordem de classificação do macho dominante, seguida das éguas e potros. A fêmea dominante preserva a ordem de posições, liderando o grupo em movimentos de fila única. Classificação do potro depende da mãe, eles ficam uma posição bem atrás dela na fila e a égua mais nova de um harém toma a posição social mais baixa e é colocada no final. O garanhão empurra a fila na parte traseira e assume um papel de defesa em caso de ataque de predador. Potros deixam a família entre 1 e 4 anos. Alguns machos deixam tão cedo quanto 9 meses, se juntando aos grupos de solteiros.
Curiosamente, grandes rebanhos de zebra das planícies, por vezes, se formam, geralmente quando pastando, dormindo ou se movendo entre as áreas; e são compostas de grupos de solteiros, bem como haréns. Elas também costumam se juntar a outras espécies em migrações. A migração é bem estudada na região do Serengeti-Mara, onde, com gnus-azuis e gazelas, rebanhos embarcam na maior migração no mundo.

### Reprodução
Acasalam o ano inteiro mas picos de nascimentos ocorrem principalmente durante a estação chuvosa. O período de gestação dura cerca de 360-396 dias, e um único jovem é produzido, que é capaz de ficar em pé quase imediatamente e começa a pastar dentro de uma semana. O potro é desmamado entre 7 e 11 meses e atinge a puberdade aos 16 a 22 meses. O jovem dispersa voluntariamente do grupo com idade entre um e três anos, com os machos se juntando aos grupos de solteiros, até ser capaz de competir com cerca de 4 anos de idade. O estro dura 2 a 9 dias e diestro de 17 e 24.
Zebras-da-planície são poligâmicas; um garanhão macho conduz e acasala com o harém de fêmeas. Competição entre machos não é significativa, uma vez que os machos obtêm uma fêmea, parece haver um "acordo de cavalheiros" entre os garanhões que esta fêmea foi tomada e não pode ser atraída para longe. As fêmeas não dão sinais externos de estro, com exceção de seu primeiro. Durante seu primeiro estro, as fêmeas sinalizam estado reprodutivo aos machos através da urina. Estas fêmeas assumem posições particulares com a cabeça para cima, como um cisne, pernas abertas e rabos para cima. Ela é, então, cortejada por vários machos na área, por ambos os garanhões dominantes que já levam um harém e machos solteiros à procura de um harém.

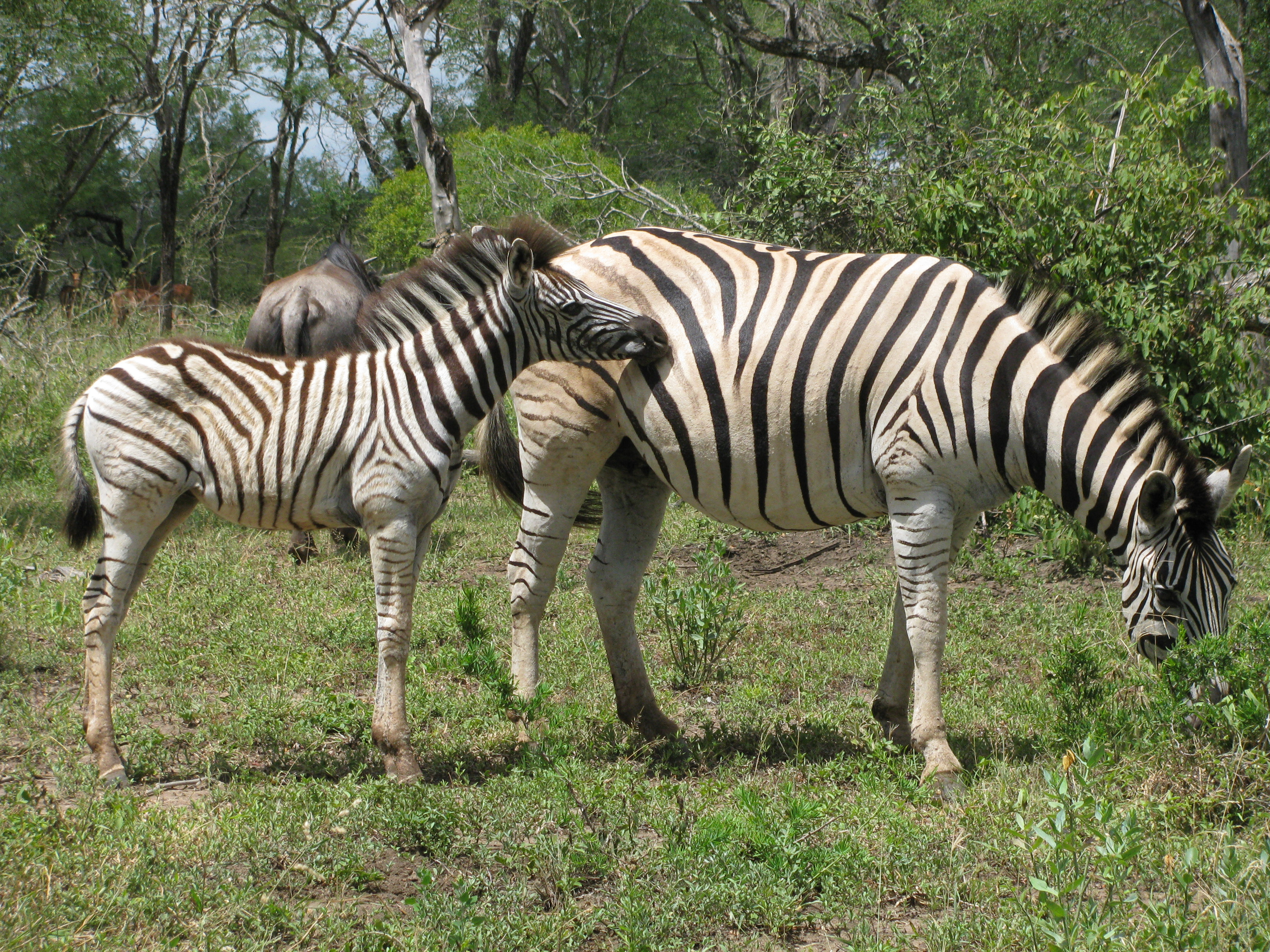
Zebra com seu filhote.

Eventualmente, pode-se tentar sequestrar a fêmea do seu grupo natal, mas o macho dominante, seu pai, tenta impedir, geralmente sem êxito. As fêmeas não ovulam durante o primeiro estro. Nos próximos dois anos após o seu primeiro estro, elas não vão copular com machos e podem deslocar-se de grupo em grupo, até se fixar em um harém para o resto de suas vidas. Garanhões lutam pelo acesso às fêmeas em seu primeiro estro. Os machos mordem, chutam com seus cascos, e circundam os seus concorrentes. O resultado é vital, porque o vencedor da luta obtém oportunidades de acasalamento para a vida. Os machos também mostram um excesso de comportamento carinhoso, para persuadi-las a entrar em seu harém.

### Comunicação
Entre todos os membros da família do cavalo, o posicionamento das orelhas, o alongamento dos cantos da boca, a exposição dos dentes, a abertura da boca, e o posicionamento da cabeça e cauda servem como sinais do humor ou intenções de um indivíduo. Orelhas baixadas contra a cabeça é sinal de perigo, especialmente quando acompanhada por uma cabeça baixa e boca aberta.
Pelo menos seis diferentes chamadas têm sido documentados para a zebra das planícies. Uma delas é o seu distintivo chamada contato agudo ouvido como "a-ha, a-ha, a-ha" ou "kwa-ha, Kaw-ha, ha, ha". Quando um predador é avistado, a zebra faz uma chamada de alarme de duas sílabas. Um grunhido alto é feito quando se deslocam em esconderijo de potencial perigo. Quando em contentamento, a zebra faz um grunhido mais longo. Os machos fazem um curto grito estridente quando feridos e potros emitem um gemido prolongado quando em perigo. Além disso, elas são capazes de reconhecer visualmente entre si com base nos padrões das listras, que são únicos para cada indivíduo. Garanhões de diferentes grupos cumprimentam uns aos outros com as orelhas para cima.

### Dieta

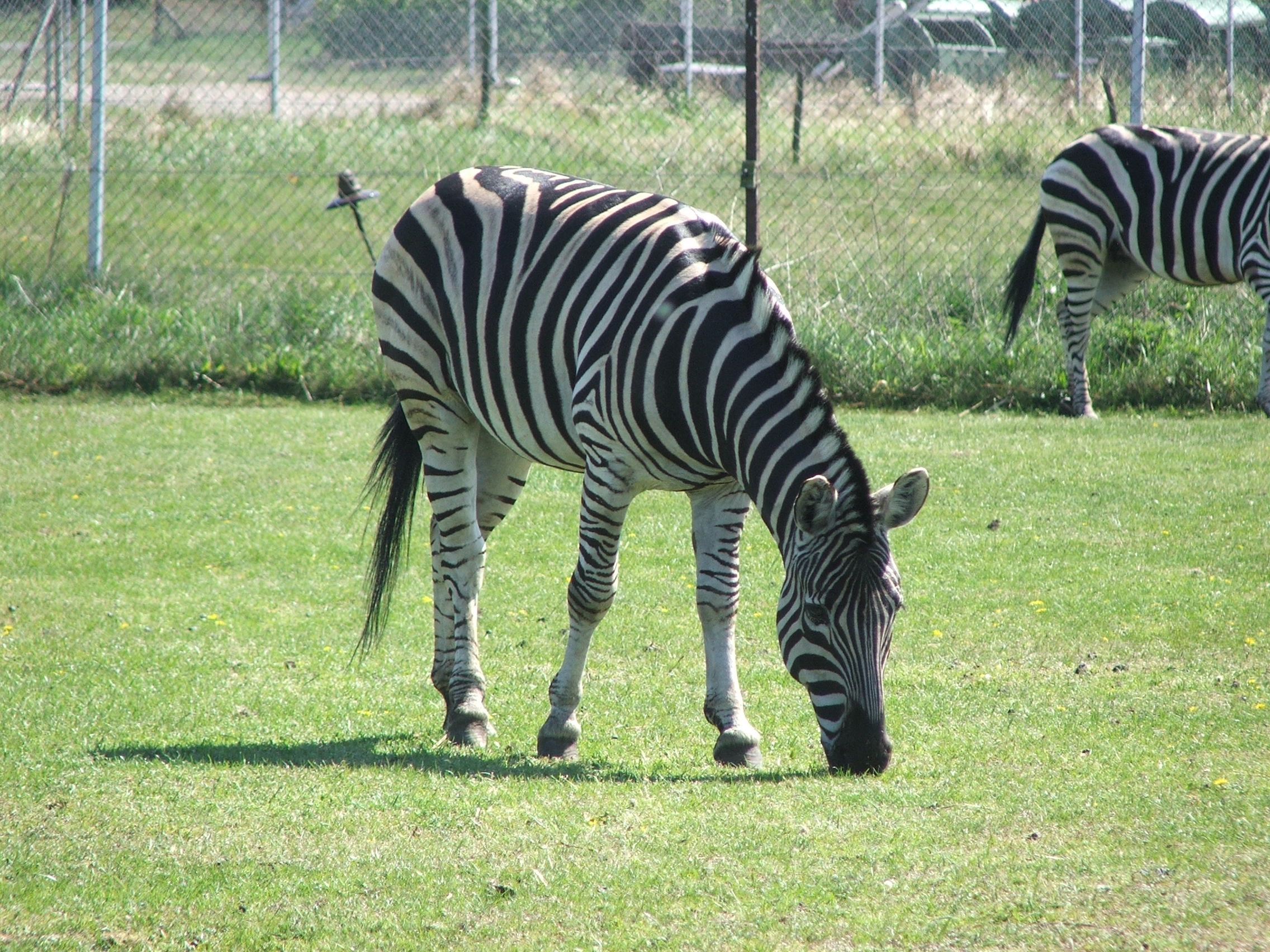
Pastagens correspondem a maior parte da dieta de uma zebra.

Num estudo, a dieta do zebra foi estimada em 92% grama, 5% de ervas e 3% de arbustos. Ao contrário de muitos dos grandes ungulados da África, a zebra-das-planícies não exige (mas ainda prefere) grama baixa para pastar. Ele come uma ampla gama de diferentes gramíneas, preferindo as de crescimento jovem e fresco, quando disponíveis, e também folhas e brotos de tempos em tempos. Zebras não são ruminantes, digerem a comida no ceco, processando comida mais rapidamente. Consequentemente, a vegetação grossa de baixo valor nutricional pode sustentar zebras enquanto é abundante, enquanto ruminantes de tamanho similar morreriam de fome com a mesma dieta. Sendo capaz de explorar uma gama maior de qualidade de grama, ocupam uma gama geográfica mais ampla, uma variedade maior de habitats, e chegam a densidades mais elevadas em algumas das pastagens mais pobres do que a maioria dos outros ruminantes com equivalente tamanho. A zebra é um pastador pioneiro e prepara o caminho para herbívoros mais especializados, como gnus-azuis e gazelas-de-thomson que dependem de gramíneas mais curtas e mais nutritivas.

### Predação
Quando o grupo está se alimentando ou bebendo, um animal fica de guarda. Se um predador se aproxima , como um bando de cães-selvagens-africanos ou leões, o garanhão se move para a parte de trás do rebanho em fuga e garante que nenhum único animal fica para trás ou se separa e se torne vulnerável a ataques. Zebras que ficam isoladas chamam a atenção para a sua situação, fazendo um som áspero como uma combinação de latido e zurro, que atrai as outras zebras de volta para protegê-la.
Seu principal predador é o leão e a defesa primordial é a corrida, atingindo velocidades de até 64 km/h. Entretanto ela pode morder e dar coices, e existem registros de leões mortos por elas ao quebrar a mandíbula com seu poderoso coice. No entanto, um predador atacando provavelmente agarrará o pescoço do animal com um salto rápido, o que impede a zebra de agir.

## Conservação
No geral, a população de zebras-da-planície permanece estável, e a espécie não enfrenta grande ameaça que poderia causar declínio em grande escala. A zebra pode ser encontrada em inúmeras áreas protegidas em toda a sua gama, incluindo o Parque Nacional Serengeti, na Tanzânia, Tsavo e Masai Mara, no Quênia, Parque Nacional Hwange no Zimbabwe, Parque Nacional Etosha, na Namíbia, e do Parque Nacional Kruger, na África do Sul. Há algumas populações estáveis em áreas desprotegidas.

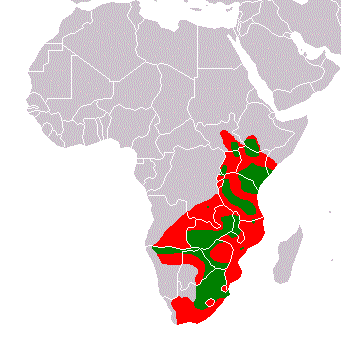
Em vermelho, distribuição histórica. Em verde, a atual.

Zebra-das-planícies são localmente comum em toda a sua área de distribuição de dentro e também fora das áreas protegidas (especialmente no Quênia e na Tanzânia). Os valores totais foram estimados em aproximadamente 660 mil em 2002. Mais de 75% da população mundial é da subespécie de Grant (E. q. boehmi), com cerca de 200 000 no ecossistema do Serengeti/Mara. O Parque Nacional de Serengeti suporta a maior população individual do mundo de zebras-da-planície (151 000). Algumas populações locais, no entanto, têm enfrentado grandes quedas e até mesmo extinções. Uma subespécie, o quagga, está extinto. Na Tanzânia, a população de zebra diminuiu 20% desde o final dos anos 1990 a meados dos anos 2000.
As zebras são ameaçadas pela caça por sua pele e carne, e mudança de habitat pela agricultura. Eles também competem com o gado por comida, e às vezes são abatidas. A caça ilegal é em grande parte uma ameaça para as populações do norte, enquanto as populações do sul são ameaçadas principalmente por perda de habitat. Guerras civis recentes em Ruanda, Somália, Sudão do Sul, Etiópia e Uganda têm causado declínios dramáticos em todas as populações de animais selvagens, incluindo as zebras-da-planície. Agora é extinta no Burundi. A guerra civil em Angola, durante grande parte dos últimos 25 anos devastou as populações de animais selvagens, incluindo a outrora abundante zebra-da-planície, e destruiu a administração e infraestrutura de parques nacionais.
No entanto, as zebras das planícies são protegidas na maioria de sua área de ocorrência. Elas são uma importante fonte econômica no turismo.